# تاوان بوگد
تاوان بوگد (مغولی: Таван богд، روشن. "پنج قدیس") توده‌کوه کوهستانی در مغولستان، در نزدیکی مرز سه‌گانه با چین و روسیه است. بلندترین قله آن، قله خویتن (که قبلاً با نام قله نایرمدال نیز شناخته می‌شد) و بلندترین نقطه مغولستان است که ارتفاع آن ۴۳۷۴ متر بالاتر از سطح دریا است.
تاوان بوگد بیشتر در استان بایان-اولگی مغولستان واقع شده‌است. دامنه‌های شمالی آن در جمهوری آلتای روسیه و دامنه‌های غربی در شهرستان بورچین در چین قرار دارد.
علاوه بر خویتن این کوه شامل چهار قله دیگر از جمله: نایرمدال، مالشین، بورگد (به معنی عقاب) و اولگی (به معنی سرزمین مادری) است.

## مرزهای بین‌المللی
براساس توافق‌نامه‌های سه جانبه مربوط و نقشه‌های مکان‌نگاری منتشر شده، نقطه اتصال مرز چین و روسیه، مرز چین - مغولستان و مرز مغولستان - روسیه در ارتفاعات قله ای با ارتفاع ۴۰۸۱ یا ۴۱۰۴ متر واقع در مختصات ۴۹°۱۰′۱۳٫۵″ شمالی ۸۷°۴۸′۵۶٫۳″ شرقی / ۴۹٫۱۷۰۴۱۷°شمالی ۸۷٫۸۱۵۶۳۹°شرقی قرار دراد.
قله کوه در توافقات و نقشه‌ها به عنوان قله تاوان یاد به روسی (Tavan-Bogdo-Ula) و به چینی (Mount Kuitun) می‌شود.
به دلیل موقعیت مکانی دوردست و سخت، در کوهی پوشیده از بارش‌های همیشگی برف، سه کشور توافق کردند که در این هیچگونه نشانگر مرزی نصب نکنند
برخی قله‌های دیگر توده کوه تاوان بوگد در مرز چین و مغولستان یا مرز مغولستان و روسیه واقع شده‌اند. به ویژه، بلندترین نقطه، قله خویتن، در مرز چین و مغولستان، در حدود ۲٫۵ کیلومتر در جنوب از نقطه سه‌گانه مرزی قرار دارد. در گذشته به «قله دوستی» (نایرامدال اوول به زبان مغولی، یا Youyi Feng 峰 峰 به زبان چینی) معروف بود.

## قله‌ها
قله‌های اصلی توده تاوان بوگد عبارتند از: 
| نام           | ارتفاع (متر) |
| ------------- | ------------ |
| خویتن         | ۴٬۳۷۴        |
| قله نایرامدال | ۴٬۱۸۰        |
| قله برجسته    | ۴٬۰۶۸        |
| قله مالچین    | ۴٬۰۵۰        |
| قله اولگی     | ۴٬۰۵۰        |

## یخبندان

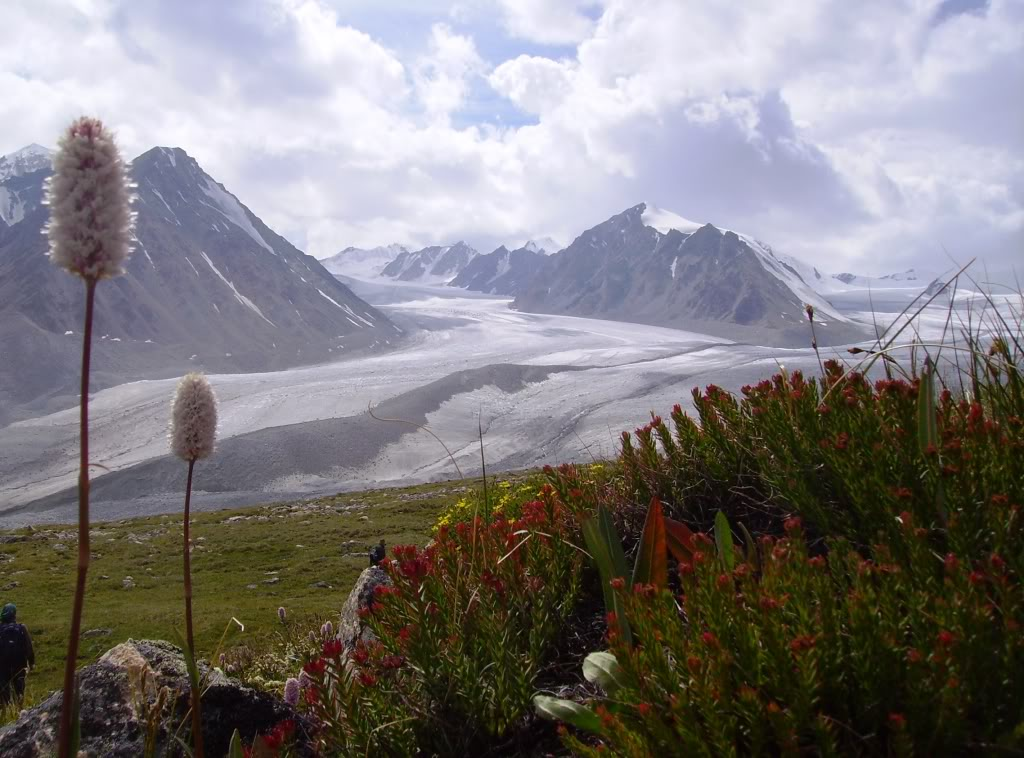
کوه‌ها و یخچالهای طبیعی تاوان بوگد

بر اساس اندازه‌گیری‌های ماهواره ای، در سال ۲۰۰۹ مساحت کل یخبندان در منطقه تاوان بوگد ۲۰۴ کیلومتر مربع بوده‌است. این درحالی است که در اندازه‌گیری‌ها پیشین در سال ۱۹۸۹ مساحت یخ منطقه ۲۱۳ کیلومتر مربع ثبت گردیده و این نشان می‌دهد که به عبارت دیگر، یخچالهای طبیعی ۴٫۲ درصد از وسعت خود را طی ۲۰ سال از دست داده‌اند.
از بین کشورهایی که این ناحیه کوهستانی در آنها قرار دارد، بزرگترین منطقه یخچال دار در مغولستان است که شامل یخچال پتانین (طولانی‌ترین مغولستان) و یخچال الکساندرا می‌شود.
طبق برآورد سال ۲۰۱۱، شیب شمالی کوهستان در روسیه توده شامل ۱۲ یخچال طبیعی است، که در کل ۲۲٫۸ کیلومتر مربع را پوشش می‌دهد. به گفته محققان روسی، یخچالهای طبیعی شیب شمالی این توده در بین سالهای ۱۹۶۲–۲۰۰۲ و ۱۱٪ و در ۲۰۰۲–۲۰۰۹ ۱۲٪ از وسعت خود را از دست داده‌اند.

## پارک‌های ملی و مناطق حفاظت شده
مناطق محافظت شده ویژه در هر سه کشور مشترکاً با تاوان بوگد تعیین شده‌است.
قسمت واقع در کشور مغولستان در پارک ملی آبتایی تاوان بوکد قرار دارد که این پارک ۶٬۳۶۲ کیلومتر مربع را پوشش می‌دهد که شامل دریاچه‌های ختون، خورگان و دایان است. منطقه حفاظت شده برای بسیاری از گونه‌های حیوانات کوهستانی مانند گوسفندهای ارگالی، آیبکس، گوزن قرمز، سمور سنگی، گوزن شمالی، خروس برفی و عقاب طلایی خانه ای را فراهم آورده‌است.
کوه‌های طلایی آلتایی، در ضلع روسی مرز، فلات یکوک، مجاور توده‌های تاوان بوگد از شمال، بخشی از میراث جهانی یونسکو است.
جریان یخچالهای طبیعی در غرب، شیب جریان توده به دریاچه کوچک آکول (阿克库勒 湖) جریان دارد که لن نیز به دریاچه کاناس سرازیر می‌شود. منطقه دریاچه کاناس توسط اداره ملی گردشگری چین به عنوان منطقه دیدنی AAAAA تعیین شده‌است. مساحت این منطقه ۵٬۵۸۸ کیلومتر مربع می‌باشد و به عنوان ذخیره طبیعی Kanas (zh: 喀纳斯 湖 自然 风景 保护) معرفی شده‌است.

## کتابشناسی - فهرست کتب
- Chistyakov, K. V.; Ganiushkin, D. A. (2015), "Glaciation and Thermokarst Phenomena and Natural Disasters in the Mountains of North-West Inner Asia",  in Culshaw, Martin; Osipov, Victor; Booth, S.J.; Victorov, A.S. (eds.), Environmental Security of the European Cross-Border Energy Supply Infrastructure NATO Science for Peace and Security Series C: Environmental Security, Springer, pp. 207–218, ISBN 940179538X
- Krumwiede, Brandon S.; Kamp, Ulrich; Leonard, Gregory J.; Kargel, Jeffrey S.; Dashtseren, Avirmed; Walther, Michael (2014), "Recent Glacier Changes in the Mongolian Altai Mountains: Case Studies from Munkh Khairkhan and Tavan Bogd",  in Kargel, Jeffrey Stuart (ed.), Global Land Ice Measurements from Space, Springer-Praxis series in geophysics, Springer, pp. 481–509, ISBN 3-540-79818-8